# Erich Goldberg
Erich Goldberg (* 7. November 1888 in Annaberg; † nach 1919) war ein deutscher Dichter, Komponist und Porträtzeichner, der in erzgebirgischer Mundart dichtete und komponierte.
Erich Goldberg besuchte die Volksschule, das Realgymnasium und die Handelsschule in Annaberg. Von 1908 bis 1914 erhielt er eine Ausbildung zum Zeichner in der Posamentenindustrie. Von 1915 bis 1918 nahm er am Ersten Weltkrieg teil. Nach Rückkehr aus dem Krieg wurde er erneut in den Posamentenindustrie als Fachmann tätig.
In seiner Freizeit dichtete und komponierte er erzgebirgische Weisen, die das bekannte Wiegnlied. Einige seiner Erzählungen, Gedichte und Lieder erschienen in der Tagespresse.
Goldberg heiratete 1920 Erna Haase aus Annaberg. Gemeinsam wohnten sie in der Münzgasse 14 in Annaberg.